# Gouvernement Irkutsk

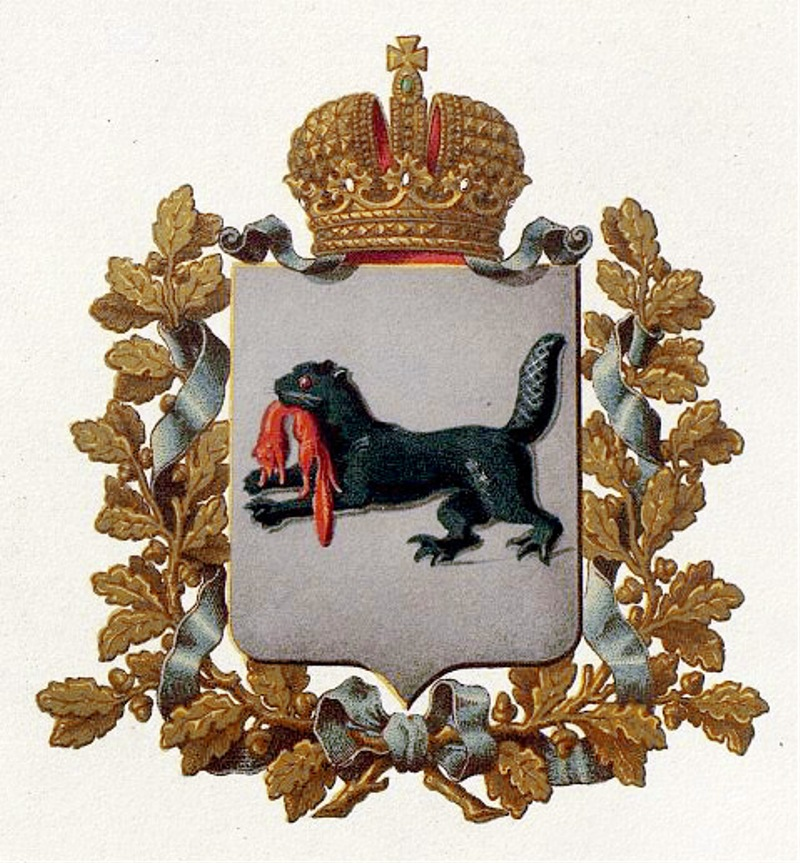
Wappen

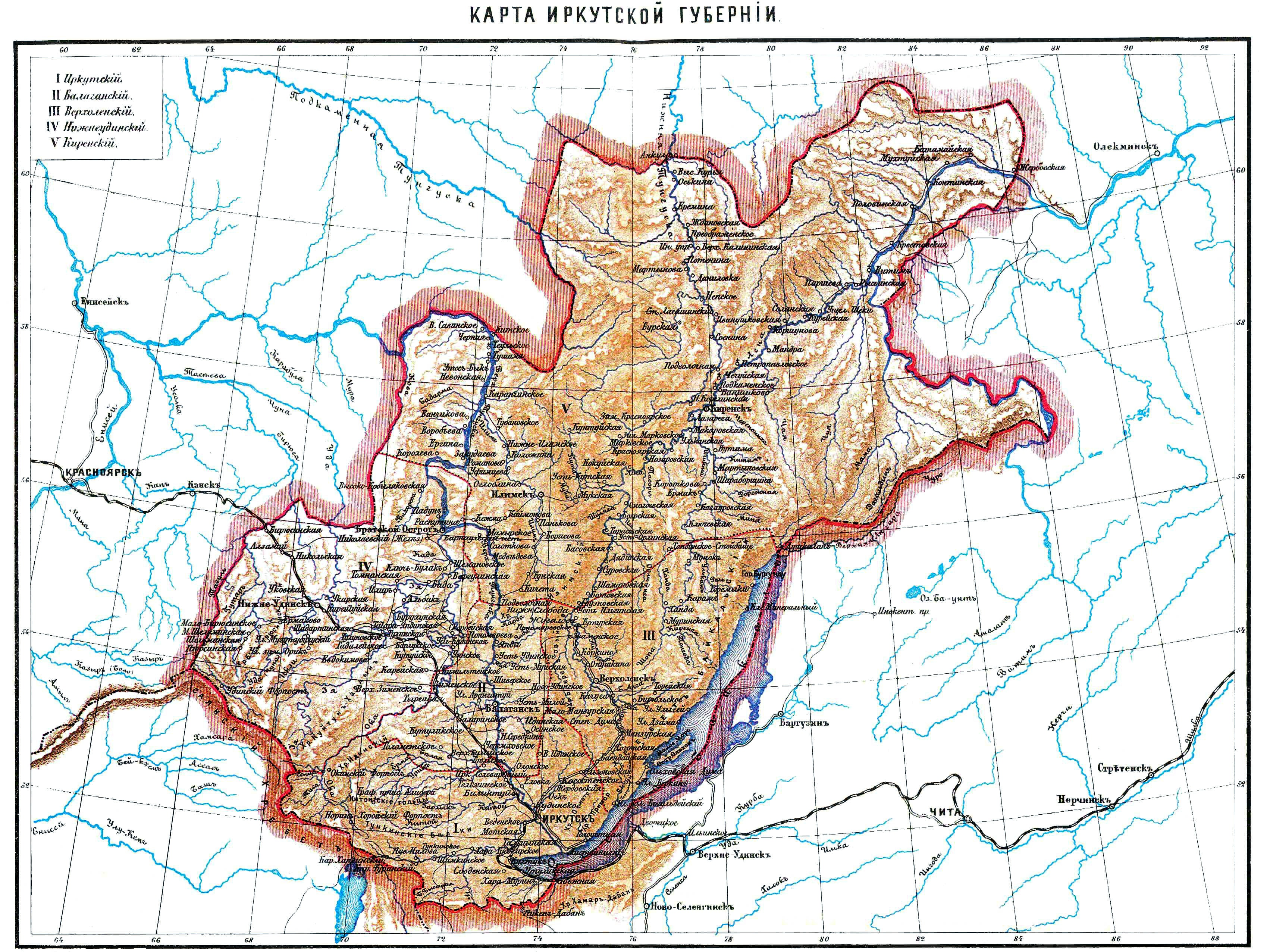
Karte des Gouvernements (russisch)

Das Gouvernement Irkutsk (russisch Иркутская губерния/Irkutskaja gubernija) war eine Verwaltungseinheit im sibirischen Teil des Russischen Reiches und unterstand dem Generalgouverneur von Ostsibirien.
Es umfasste 7.271.642 km². Hauptstadt war Irkutsk. Es war das östlichste Territorium des Reiches mit Gouvernementstatus. Es grenzte an das Chinesische Reich im Süden und innerhalb Russlands an das Gebiet Jakutsk, das Gebiet Transbaikalien und das Gouvernement Jenisseisk.
Es entstand 1764 zunächst als Statthalterschaft bis 1796, erhielt seine spätere Form mit der administrativen Neueinteilung Sibiriens 1822 und bestand bis 1926. Eine detaillierte geographische und statistische Beschreibung des Gouvernements mit geschichtlichen Informationen über die Städte  des Gouvernements hatte Anton Lossew 1819 veröffentlicht.
Es bestand aus folgenden Bezirken (Okruge):
- Balagansk
- Irkutsk
- Kirensk
- Nischne-Udinsk
- Wercholensk

## Statistik
Das Gouvernement hatte im Jahr 1897 514.267 Einwohner, größtenteils Russen, 108.867 Burjaten sowie in kleinerer Anzahl Tataren, Juden und Polen. Der Anteil der Deportierten wurde auf etwa 6 % geschätzt.
Der Ackerbau wurde hauptsächlich von Russen betrieben; angebaut wurden Roggen, Weizen, Gerste, Hafer, Buchweizen und Kartoffeln, die Ernte belief sich im Jahr 1896 auf 3.732.566 Hektoliter. Die Ureinwohner trieben meist Viehzucht; es gab 264.856 Pferde, 335.549 Rinder, 265.379 Schafe, 85.862 Schweine, 48.045 Ziegen, 773 Rentiere, außerdem einige Kamele. Jagd auf Pelztiere und Fischerei in den Flüssen sowie im Baikalsee nach der Baikalrobbe war sehr bedeutend. Der Bergbau war weit weniger bedeutend als in den Nachbarprovinzen. Gold gewann man hauptsächlich im Tal der Birjussa, daneben gab es Eisenerz- und Kohlevorkommen sowie große Lagerstätten von Graphit, vornehmlich im Becken des Irkut; am Südende des Baikalsees wurde Lapislazuli gefunden. An der Angara und Nepa wurde Salz gewonnen. Die nennenswertesten Industrien, die hauptsächlich in der Stadt Irkutsk ihren Sitz hatten, waren Branntweinbrennerei, Gerberei, Eisengießerei, Salzsiederei, Ziegelbrennerei und Porzellan- und Glasfabrikation; 1896 zählte man 135 Betriebe mit einem Produktionswert von 2.810.429 Rubel. Sehr bedeutend war der Handel, da die große Straße von Moskau zum Grenzhandelsort Kjachta durch Irkutsk hindurchführte.